# Gare de Villeneuve-de-Berg
Pour les articles homonymes, voir Gare de Villeneuve.
La gare de Villeneuve-de-Berg est une ancienne gare ferroviaire française de la ligne du Teil à Alès, située sur le territoire de la commune de Saint-Germain, à proximité de Villeneuve-de-Berg, dans le département de l'Ardèche, en région Auvergne-Rhône-Alpes.
Elle est mise en service en 1876 par la Compagnie des chemins de fer de Paris à Lyon et à la Méditerranée (PLM), puis fermée aux trafics voyageurs (en 1969) et marchandises (en 1971) par la Société nationale des chemins de fer français (SNCF). Elle est désormais reconvertie en habitation.

## Situation ferroviaire
Établie à 222 mètres d'altitude, la gare de Villeneuve-de-Berg est située au point kilométrique (PK) 687,563 de la ligne du Teil à Alès (déclassée entre Aubignas - Alba et Robiac).

## Patrimoine ferroviaire
Le bâtiment voyageurs de la gare, de type trois portes, existe toujours ; il est reconverti en habitation. La voie ferrée est pour sa part toujours en place.